# Montmorency
För andra betydelser, se Montmorency (olika betydelser).
Montmorency är en kommun och stad i departementet Val-d'Oise i regionen Île-de-France i norra Frankrike. Kommunen ligger i kantonen Montmorency som tillhör arrondissementet Sarcelles. År 2022 hade Montmorency 21 677 invånare.
Huset Montmorency hade sitt stamgods här, slottet förstördes under franska revolutionen. Eremitaget i Montmoreny är känt som uppehållsort för Rousseau, som skrev Émile och La nouvelle Héloïse här.

## Befolkningsutveckling
Antalet invånare i kommunen Montmorency
| Referens: INSEE |